# Auderghem
Auderghem [odəʁˈɡem] (franska) eller Oudergem (fil) [ˈʌudərɣɛm] (nederländska) är en av de 19 kommunerna i huvudstadsregionen Bryssel i Belgien. Kommunen ligger i regionens sydöstra del och har cirka 34 404 invånare (2020).